# Palinurus charlestoni
Palinurus charlestoni is een tienpotigensoort uit de familie van de Palinuridae. De wetenschappelijke naam van de soort is voor het eerst geldig gepubliceerd in 1964 door Forest & Postel.